# 기리시탄

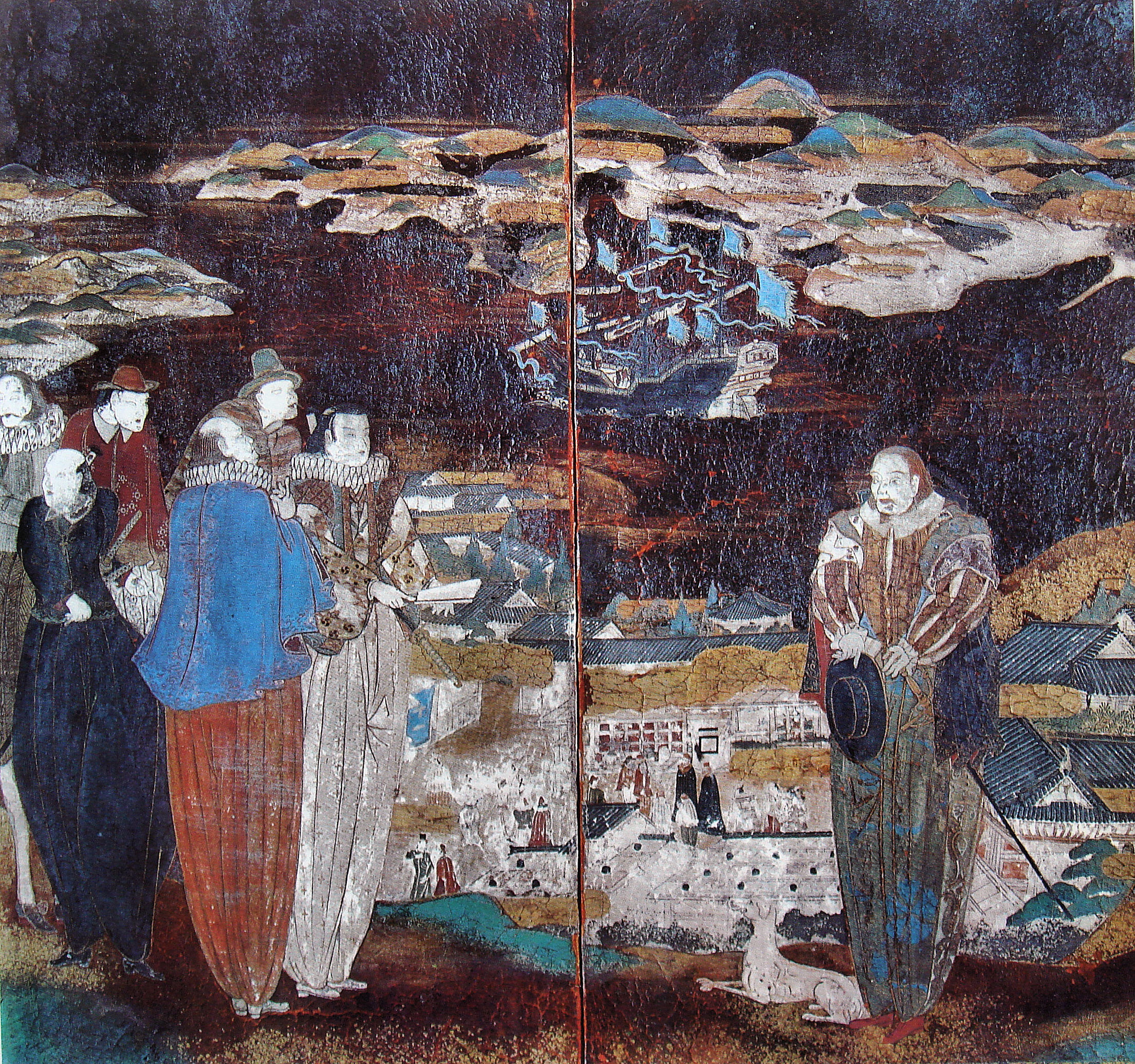

기리시탄(일본어: キリシタン, 라틴어: Kirishitan)은 일본 에도 시대의 크리스천, 즉 기독교 신자를 가리키는 말로, 포르투갈어 크리스탕(포르투갈어: cristão)에서 유래했다. 이들은 16, 17세기에 포르투갈과 스페인의 예수회 선교사들의 선교 활동으로 기독교를 받아들였으며, 1873년 일본 메이지 정부가 종교의 자유를 허용하기 전까지 가혹한 탄압을 받았다.
현재도 일본 로마 가톨릭의 중심지인 나가사키 지역에 기독교 신자들이 집중되었는데, 그 이유는 다이묘들이 기독교 신자인 경우가 많았기 때문이다. 나중에 나가사키는 로마 가톨릭교회 주교 등의 성직자들이 배출될 정도로 일본 기독교의 중심이 되었다.

## 조선인 기리시탄
기리시탄 가운데 조선인 기리시탄도 있었는데, 이들은 임진왜란 때 일본으로 압송된 조선인 중에서 예수회 선교사의 선교 활동으로 로마 가톨릭교회 신자가 된 사람들이다. 이들에 대해 예수회 선교사들은 “조선 그리스도교인들은 우리가 전한 신덕(信德)을 받아들이고 있으며, 교리 교육도 잘 받고 있다.”라고 평가했다.

### 조선인 기리시탄 순교자
- 복자(福者) 고스마 다케야(コスマ竹屋)
- 복자 안토니오(Antonio)
- 복자 가이오(Caio): 복자 가이오는 나병 환자들을 돌보는 평신도 사목을 하였으며, 화형으로 순교했다.
- 복자 권(權) 빈첸시오(Vincentio) : 권 빈첸시오는 예수회 수사였다.
- 복자 가이오 지우에몬(カイオ次右衛門)
- 복자 가스파르 바스(Caspar Vaz)

### 조선인 기리시탄 중에서 조명받는 인물
- 오타 주리아(줄리아 오타아): 고니시 유키나가의 양녀였으나, 세키가하라 전투 이후 도쿠가와 이에야스의 시녀로, 다시 유배되어 여생을 유배지에서 보냈다.

## 같이 보기
- 카쿠레키리시탄
- 기리시탄 다이묘
- 시마바라의 난
- 후미에